# Бердск
Бердск — город в Новосибирской области России.
Входит в Новосибирскую агломерацию. Город областного значения, образует городской округ город Бердск.
Расположен к югу от Новосибирска на берегу Новосибирского водохранилища, второй по численности населения город Новосибирской области — 101 987 человека (2025).
Один из старейших городов Новосибирской области. Его история насчитывает более 300 лет. Город основан в 1716 году. Город Бердск расположен на берегу Обского водохранилища и Бердского залива на расстоянии 38 километров к югу от города Новосибирска. Статус города с 1944 года.
Основная часть территории исторического Бердска попала в зону затопления Новосибирского водохранилища («Обского моря»).

## Этимология
Название города образовано по местонахождению от гидронима реки Бердь. Этимология гидронима окончательно не выяснена. По мнению И. А. Воробьёвой, объяснение гидронима «Бердь» через татарское «бирду» — «отдал» сомнительно как с грамматической, так и смысловой точек зрения. По оценке Д. Я. Резуна, «слово „Бердь“ по своей исторической этимологии татарского происхождения, но взято оно русскими казаками от местного населения или же принесено сюда томичами — вот в чём вопрос».

## Физико-географическая характеристика
Площадь Бердска по данным на 2008 год — 67,06 км². Город расположен в правобережной части Новосибирской области на берегу Бердского залива (затопленная долина Берди, образовавшаяся при создании Новосибирского водохранилища). Местность равнинная, на западе, между городом и берегом Новосибирского водохранилища, находится сосновый лес площадью около 20 км².
Климат — умеренно континентальный. Средняя температура января −19 °C, июля +18…+19 °C. Среднегодовая температура воздуха — +0,1 °C.
Заморозки на почве начинаются во второй половине сентября и заканчиваются в конце мая. Продолжительность холодного периода — 178 дней.
Годовое количество осадков 380—410 мм, Весна длится два месяца — апрель и май, весной много солнечных дней. Лето короткое, не очень жаркое, летом выпадает наибольшее количество осадков.
Ближайшие к Бердску города представлены в таблице (расстояние указано до центра города).
| Ближайшие к Бердску города |                       |                          |                               |             |
| Город                      | Регион                | Расстояние напрямую (км) | Расстояние по автодороге (км) | Направление |
| Новосибирск                | Новосибирская область | 32                       | 33                            | С           |
| Искитим                    | Новосибирская область | 18                       | 18                            | ЮВ          |
| Обь                        | Новосибирская область | 37                       | 49                            | СЗ          |
| Черепаново                 | Новосибирская область | 61                       | 71                            | Ю           |
| Тогучин                    | Новосибирская область | 97                       | 154                           | СВ          |
| Болотное                   | Новосибирская область | 131                      | 164                           | СВ          |
| Чулым                      | Новосибирская область | 141                      | 178                           | З           |
| Камень-на-Оби              | Алтайский край        | 155                      | 233                           | ЮЗ          |
| Юрга                       | Кемеровская область   | 158                      | 205                           | СВ          |
| Новоалтайск                | Алтайский край        | 159                      | 193                           | Ю           |
| Барнаул                    | Алтайский край        | 159                      | 207                           | Ю           |
| Заринск                    | Алтайский край        | 166                      | 264                           | ЮВ          |
| Топки                      | Кемеровская область   | 171                      | 266                           | В           |
| Салаир                     | Кемеровская область   | 183                      | 290                           | В           |

## Часовой пояс
Бердск находится в часовой зоне МСК+4. Смещение применяемого времени относительно UTC составляет +7:00.

## История
В начале XVIII века был возведён Бердский острог. К концу XVIII века он стал крупным экономическим центром Верхнего Приобья, и появился проект о переносе губернского центра из Томска в Бердский острог. В 1783 году создана Колыванская губерния, и в мае 1783 года императрица Екатерина II издала указ: «О бытии губернского города Колыванской губернии в Бердском остроге с наименованием оного Колыванью». Однако в 1797 году от проекта были вынуждены отказаться, Колыванская губерния была упразднена (её территория оказалась в составе Тобольской губернии), а Колывань, утратив статус губернского центра, стала называться селом Бердским. С 1804 года село Бердское вошло в состав Томской губернии. В 1917 году село Бердское вошло в состав нового Ново-Николаевского уезда, который в 1921 году перешёл в состав выделенной из Томской губернии Ново-Николаевской губернии.
С 25 мая 1925 года согласно постановлению президиума ВЦИК РСФСР все губернии, уезды и волости в Сибири ликвидированы. Был образован Сибирский край, а на месте прежних уездов и волостей, в соответствии с юрисдикцией действия появившихся в 1920—1923 годах райкомов РКП(б), были созданы районы, одним из которых стал Бердский район Новониколаевского округа; село Бердское стало его административным центром. В 1929 году село Бердское получило статус городского посёлка.
Постановлением ВЦИК от 30 июля 1930 года Сибирский край был разделён на Восточно-Сибирский и Западно-Сибирский края; округа были при этом упразднены, и Бердский район перешёл в прямое подчинение властям Западно-Сибирского края. 1 октября 1933 года Бердский район был упразднён, а дачный посёлок Бердск был подчинён Новосибирскому горсовету.
28 сентября 1937 года был упразднён Западно-Сибирский край и образована Новосибирская область, власти которой разместились в Новосибирске. 9 февраля 1944 года рабочий посёлок Бердск получил статус города областного подчинения. Из-за строительства Новосибирского водохранилища основная территория города оказалась в зоне затопления, и в результате город был выстроен заново вокруг существовавшего района у железнодорожной станции в 8 км от старого местоположения. Перенос города был начат в 1953 году и закончен к 1957 году.

## Официальные символы

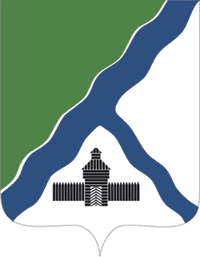
Официальный герб Бердска

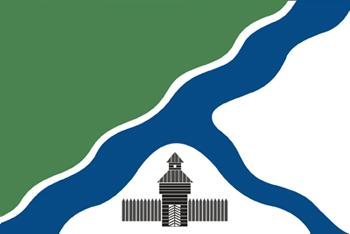
Официальный флаг Бердска

### Герб
Действующий герб Бердска утверждён 27 марта 2003 года, однако в качестве официального символа использовался ещё с 1996 года. Авторы герба — Г. В. Кужелев, С. В. Моржаков, В. Н. Смирнов (город Новосибирск).
Герб представляет собой зелёный и серебряный щит, на котором имеется широкая лазоревая волнистая перевязь, окаймлённая сверху серебром и соединённая с другой более узкой лазоревой волнистой перевязью, положенной в серебряном поле. Внизу чёрный острог с палисадом и одной двухъярусной башней с серебряными закрытыми воротами.
Символика герба города Бердска использует традиционные для символики Сибири цвета: зелёный и белый.
Зелёный цвет по замыслу создателей герба символизирует тайгу, надежду, изобилие, здоровье и свободу. Белый цвет — символ снега, чистоты, преданности и мудрости.
Широкая волнистая полоса символизирует реку Обь, узкая полоса — Бердь, у слияния которых в 1716 году был основан Бердский острог. Изображение острога также присутствует на гербе, подчёркивая «историческую преемственность, бережное отношение и сохранение жителями города из поколения в поколение своих традиций, культуры, обычаев».

### Флаг
Действующий флаг Бердска утверждён 26 февраля 2004 года. Символика флага аналогична символике герба города.
Отношение ширины флага к его длине 2 : 3.

## Население
| 1914     | 1925     | 1930     | 1939     | 1959     | 1967     | 1970     | 1973     | 1976     | 1979     |
| -------- | -------- | -------- | -------- | -------- | -------- | -------- | -------- | -------- | -------- |
| 6000     | ↘4544    | ↗5751    | ↗11 000  | ↗29 021  | ↗45 000  | ↗53 162  | ↗58 000  | ↗63 000  | ↗67 336  |
| 1982     | 1986     | 1987     | 1989     | 1992     | 1996     | 1998     | 2000     | 2001     | 2002     |
| ↗68 000  | ↗76 000  | ↗77 000  | ↗79 252  | ↗81 200  | ↗85 600  | ↗85 800  | ↗86 600  | ↗87 300  | ↗88 445  |
| 2003     | 2005     | 2006     | 2007     | 2008     | 2009     | 2010     | 2011     | 2012     | 2013     |
| ↘88 400  | ↗90 700  | ↗91 900  | ↗93 300  | ↗94 600  | ↗95 798  | ↗96 800  | ↗97 300  | ↗98 809  | ↗100 259 |
| 2014     | 2015     | 2016     | 2017     | 2018     | 2019     | 2020     | 2021     | 2024     | 2025     |
| ↗101 679 | ↗102 608 | ↗102 808 | ↗103 290 | ↗103 578 | ↗104 237 | ↗104 334 | ↘102 850 | ↘102 760 | ↘101 987 |

На 1 января 2025 года по численности населения город находился на 169-м месте из 1124 городов Российской Федерации.
Демография
За последние годы наблюдалось стабильное увеличение рождаемости и снижение смертности. Рождаемость — 13,6, смертность — 12,4.
29 октября 2012 года в городе родился стотысячный житель.

## Территориальное деление
Город делится на ряд микрорайонов:
- Центр;
- Микрорайоны «А», «Б», «В», «Г»;
- Микрорайон Северный;
- Микрорайон Белокаменный;
- Микрорайон Молодёжный;
- Микрорайон Раздольный;
- Микрорайон Юго-Восточный;
- Военный городок;
- Красный Сокол (название происходит от «Красные соколята»; во времена Великой Отечественной войны здесь была расквартирована воинская часть советских ВВС);
- Дом отдыха;
- Изумрудный городок;
- Посёлок Вега;
- Посёлок Светлый (на правом берегу Берди);
- Речкуновка (на правом берегу Берди);
- Микрорайон Южный;
- Посёлок Боровой (бывший 4-й совхоз);
- Посёлок Новый (тоже на правом берегу Берди, граничит с Новосибирским Академгородком);
- Микрорайон Радужный.

К Бердску примыкает посёлок Агролес, который административно входит в состав Искитимского района Новосибирской области.

## Экономика
Экономика Бердска до 2008 года характеризовалась устойчивыми и динамическими показателями роста. Объём производства товаров и всех видов услуг в 2006 году вырос на 9,5 %, в 2007 году — на 13,7 %, в 2008 — на 6,1 % (в сопоставимых ценах). Темпы роста основных экономических показателей в 2000-е годы в основном превышали среднеобластные показатели.
| Основные экономические показатели Бердска                                                         | 2006   | 2007   | 2008   |
| ------------------------------------------------------------------------------------------------- | ------ | ------ | ------ |
| Объём промышленного производства, млн руб.                                                        | 4507,9 | 5694,6 | 8185,1 |
| Темпы роста объёма промышленного производства (в сопоставимых ценах к предыдущему году), %        | 118,0  | 113,3  | 113,8  |
| Объём инвестиций, млн руб.                                                                        | 1264,2 | 1658,4 | 1706,1 |
| Темпы роста объёма инвестиций (в сопоставимых ценах к предыдущему году), %                        | 117,2  | 124,0  | 91,9   |
| Объём строительно-монтажных работ, млн руб.                                                       | 546,2  | 801,3  | 924,5  |
| Темпы роста объёма строительно-монтажных работ (в сопоставимых ценах к предыдущему году), %       | 110,2  | 123,1  | 110,4  |
| Объём оборота розничной торговли, млн руб.                                                        | 2652,1 | 3573,6 | 3994,5 |
| Темпы роста объёма оборота розничной торговли (в сопоставимых ценах к предыдущему году), %        | 113,0  | 119,1  | 102,7  |
| Объём платных услуг, млн руб.                                                                     | 1421,0 | 1850,0 | 2117,9 |
| Темпы роста объёма платных услуг (в сопоставимых ценах к предыдущему году), %                     | 102,0  | 114,2  | 107,0  |
| Общее количество перевезённых пассажиров, млн чел.                                                | 16,1   | 16,6   | 18,7   |
| Темпы роста общего количества перевезённых пассажиров (к предыдущему году), %                     | 106,7  | 103,1  | 112,5  |
| Среднемесячная заработная плата, руб.                                                             | 6900   | 9405   | 12066  |
| Темпы роста среднемесячной заработной платы (в сопоставимых ценах к предыдущему году), %          | 113,4  | 125,4  | 112,7  |
| Среднемесячные доходы на душу населения, руб.                                                     | 4907   | 6126   | 8700   |
| Темпы роста среднемесячных доходов на душу населения (в сопоставимых ценах к предыдущему году), % | 113,0  | 108,1  | 113,1  |

По итогам первых 6 месяцев 2009 года было отмечено снижение основных экономических показателей города: объёма промышленного производства, инвестиций, строительно-монтажных работ, при этом темпы снижения выше среднеобластных.
По основным среднедушевым социально-экономическим показателям Бердск в основном уступает Новосибирску, но занимает достаточно высокие позиции по сравнению с другими городами Новосибирской области.
| Социально-экономические показатели Бердска в сравнении с другими городами Новосибирской области в 2008 году |        |             |         |          |           |         |       |
| Показатели                                                                                                  | Бердск | Новосибирск | Искитим | Куйбышев | Барабинск | Татарск | Обь   |
| Среднемесячная заработная плата, руб.                                                                       | 13948  | 19390       | 12157   | 9929     | 14720     | 10318   | 21863 |
| Доходы местного бюджета, млн руб.                                                                           | 1406   | 29358       | 935     | 220      | 129       | 98      | 448   |
| Расходы местного бюджета, млн руб.                                                                          | 1394   | 31704       | 969     | 242      | 140       | 98      | 445   |
| Расходы местного бюджета на душу населения, тыс. руб.                                                       | 14,6   | 22,7        | 15,1    | 5,1      | 4,6       | 3,8     | 17,6  |
| Жилая площадь на одного жителя, м².                                                                         | 21,6   | 21,5        | 18,6    |          |           |         | 16,1  |
| Ввод жилой площади на одного жителя, м².                                                                    | 1,08   | 0,73        | 0,11    |          |           |         | 0,32  |

По данным на начало 2007 года численность экономически активного населения — 59,4 тысяч человек, занятых в экономике города — 36,8 тысяч человек. В Бердске наблюдается дефицит рабочих мест, в 2005 году более 6,5 тысяч жителей работали за пределами города.
Объём инвестиций в основной капитал в 2008 году составил 1706,1 млн руб., из них 19 % составили бюджетные средства.
В малом бизнесе занято 21 % от общей численности занятых в городе, в основном малые предприятия создаются в сфере торговли, общественного питания, операций с недвижимым имуществом, промышленности.

### Промышленность
В 1990-е годы в Бердске наблюдался значительный спад показателей промышленного производства. В Бердске располагались основные производственные мощности ПО «Вега», выпускавшего бытовую аудиоаппаратуру под торговыми марками «Вега» и «Арктур». ПО располагало обширной сетью фирменных магазинов на территории бывшего СССР. После банкротства предприятия высвободились обширные производственные площади.
Несмотря на это, промышленность осталась ведущей отраслью экономики города, которая даёт (по данным на 2008 год) 57 % валового городского продукта. Основные отрасли промышленности (по данным на 2008 год) — пищевая (23,7 % общего объёма производства), деревообрабатывающая (14,3 %), металлургия (13,4 %), машиностроение (13,3 %). В 2008 году в Бердске функционировало 167 промышленных предприятий, из них 21 — крупных.
В городе выделяются три промышленные зоны: Северная, Восточная и Юго-Западная, самая большая из которых по занимаемой территории и числу предприятий — Восточная, сформированная вокруг завода биопрепаратов.
Крупные промышленные предприятия:
- БЭМЗ (Бердский электромеханический завод) — машиностроение.
- БЗБП (Бердский завод биопрепаратов или ООО ПО «Сиббиофарм»).
- ОАО «Бердский хлебокомбинат» — производство хлеба и хлебопродуктов.
- ООО «Нотис» — производство упаковочного оборудования. Основано в 1992 году.
- ОАО «Бердчанка» — швейная фабрика.
- ООО «Мастер и К» — деревообрабатывающая промышленность.
- ООО «Компания „Чистая вода“» — производство очищенной воды. Предприятие ликвидировано.
- ГУП «Бердская типография» — издательская и полиграфическая деятельность. Организация ликвидирована в 2017 г.
- ООО «Бетро — тех» (ООО «Электроприборы — Бэмз») — точное машиностроение.
- ООО «Технология» — производство изделий из пластика.
- АО «Бердский строительный трест» — производство железобетонных плит.
- НАО «Харменс» — полиграфическая деятельность.
- ООО НПО «Сибирские медицинские технологии» — производство одноразовых шприцев. Процедура банкротства. Самый крупный должник по заработной плате в мае 2017 года в Бердске.
- ООО «Элизиум» — производство виниловых обоев горячего тиснения.
- ООО «Новосиблазер» — обработка листового материала.
- ООО НПО «Сибирский Арсенал», «Вега-Арсенал» — завод по изготовлению приборов охранно-пожарной сигнализации.
- «Сибирский завод молочных продуктов».

Новые отрасли, появившиеся в Бердске в последние годы: производство продуктов микробного синтеза, одноразовой медицинской одежды, биологически активных добавок, вторичная переработка нефтепродуктов, точная механика.

### Торговля и услуги
Крупнейшим непромышленным предприятием, зарегистрированном в Бердске является Совкомбанк.
В 2008 году оборот предприятий розничной торговли составил 3734,2 млн руб., общественного питания — 260,3 млн руб. По данным на 1 января 2009 года в Бердске функционировало 358 стационарных торговых предприятий, 62 предприятия общественного питания, 287 мелкорозничных объектов и 1 рынок. В сфере потребительского рынка в 2008 году было занято более 9000 человек.
В сфере бытовых услуг осуществляет деятельность 186 предприятий и индивидуальных предпринимателей (2008 год).

### Транспорт
Из Новосибирска до Бердска можно добраться на электропоезде (1 час на Южном направлении до ст. Бердск); на маршрутных такси, на автобусе, междугородном автобусе (в Алтайском направлении).
Чтобы добраться до Нового посёлка на электропоезде, нужно ехать до о. п. Береговая; до Речкуновки — до ст. Речкуновка.
Благодаря федеральной автомагистрали Р256 «Чуйский тракт» и железной дороге город связан скоростным сообщением с Новосибирском: для того, чтобы добраться в Академгородок, достаточно 15—20 минут, в центральную часть Новосибирска — около часа. Суточный маятниковый трафик значителен.
Внутри города есть сеть муниципальных и частных автобусов, включая прямые автобусы в Академгородок, Новосибирск и Искитим.
Муниципальные маршруты автобусов (обслуживает МУП «Бердское АТП»:
- № 1 (Вокзал — микрорайон Белокаменный);
- № 2 (Микрорайон Юго-Восточный — Санаторий);
- № 3 (Вокзал — Санаторий);
- № 4 (Вокзал — МСЧ-129 — поселок Боровой);
- № 5 (Химзавод — Зелёная роща (БЭМЗ) — поселок Юбилейный);
- № 6 (Поселок Вега — Торговый центр);
- № 7 (Вокзал — поселок Боровой);
- № 8 (Микрорайон Северный — микрорайон Белокаменный);
- № 9 (Площадь Горького — поселок Светлый);
- № 10 (Вокзал — микрорайон Юго-Восточный);
- № 20 (Черемушки — Водозабор, сезонный маршрут);
- № 21
- № 23 (Микрорайон Юго-Восточный — Новое кладбище, сезонный маршрут).

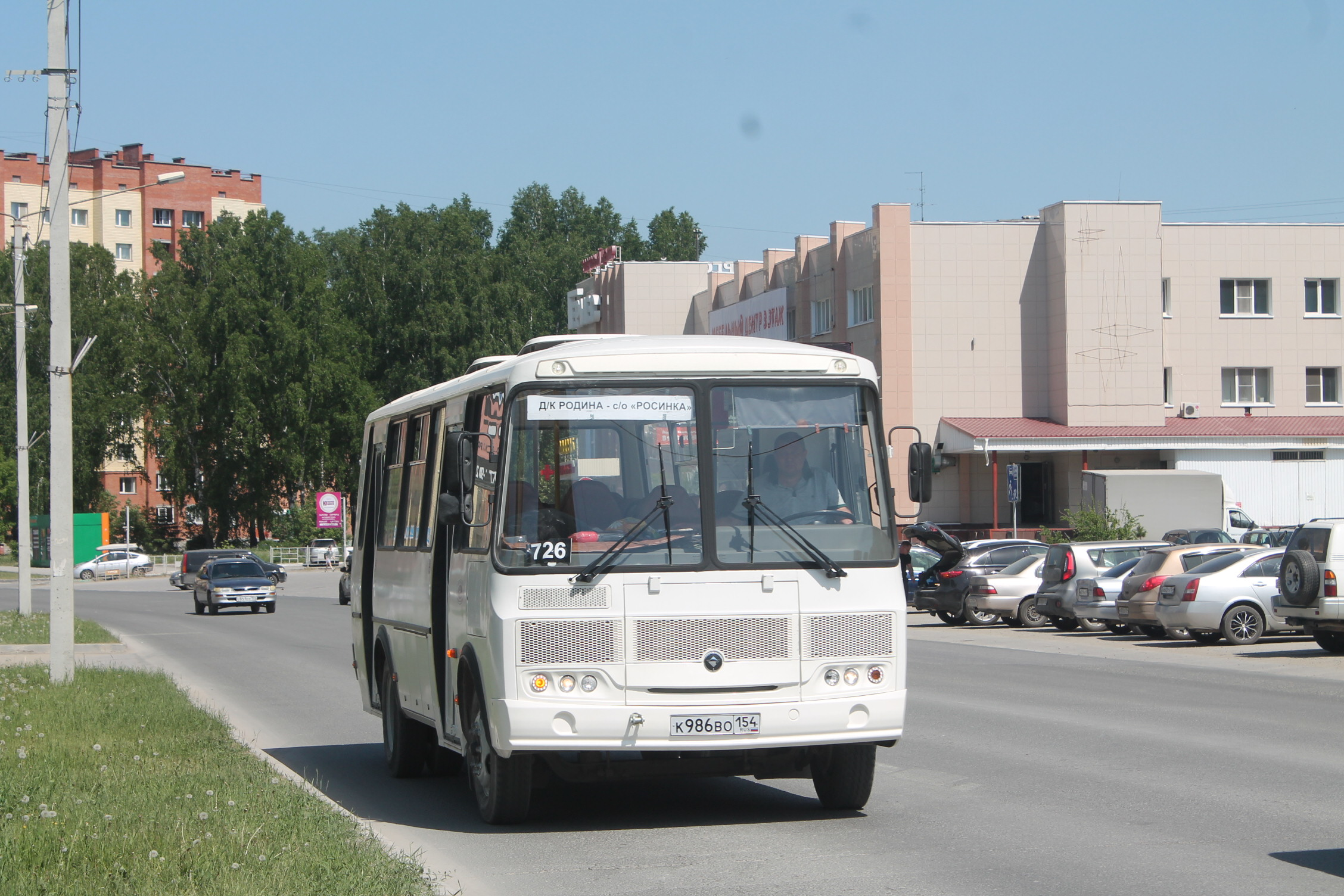
Автобус ПАЗ-4234 на сезонном маршруте № 726.

Маршруты частных перевозчиков (обслуживаются ООО «Экспресс-сервис», ООО «СВ-Автолайн» и другими предприятиями):
- № 11 (Вокзал — улица Попова, 35 — микрорайон Северный);
- № 12 (Спорткомплекс «Зима-Лето» — гипермаркет «Колорлон»);
- № 13 (Вокзал — Санаторий, дублер автобуса № 3);
- № 14 (Вокзал — Торговый центр);
- № 15 (Химзавод — поселок Юбилейный);
- № 17 (Поселок Мичуринский — МСЧ-129 — поселок Боровой);
- № 18 (Вокзал — поселок Юбилейный);
- № 19 (Площадь Горького — поселок Светлый);
- № 721 (Площадь Горького — СНТ «Вега-1, Вега-2», сезонный маршрут);
- № 722 (Вокзал — СНТ «Родничок», сезонный маршрут);
- № 724 (Торговый центр — СНТ «Сосновка», сезонный маршрут);
- № 725 (Площадь Горького — СНТ «Вега-4», сезонный маршрут);
- № 726 (ДК «Родина» — СНТ «Росинка», сезонный маршрут);
- № 109 (Новосибирск, микрорайон «Щ» — Бердск, ГДК);
- № 109к (Новосибирск, Цветной проезд — Бердск, Торговый центр);
- № 321 (Новосибирск, метро «Речной вокзал» — Бердск, ГДК);
- № 332 (Новосибирск, метро «Речной вокзал» — Бердск, Торговый центр);
- № 325 (Новосибирск, улица Демакова — Бердск, Торговый центр);
- № 331 (Новосибирск, метро «Площадь Карла Маркса» — Бердск, ГДК);
- № 210 (Бердск — Агролес);
- № 560 (Бердск — Искитим);
- № 551 (Бердск — Линево).

На левом берегу залива находится пристань для промышленных судов, но грузовой трафик, как и пассажирский, практически отсутствует.

## Здравоохранение
Бердск располагает стационарной медицинской помощью, родильным домом на 100 коек, несколькими диспансерами, поликлиникой для взрослых и детей, станцией скорой помощи с 7 машинами, которая размещается на территории городской больницы, ГорСЭС, аптеками.

## Образование
В 2006 году доля расходов на образование в бюджете города составляла 37,7 %, увеличившись по сравнению с 2004 годом на 9,3 %. Расходы в основном направлены на пополнение учебной и материальной базы муниципальных образовательных учреждений. Всего в городе по данным на 2008 год насчитывается 40 муниципальных учреждений дошкольного, общего среднего и дополнительного образования. Среднемесячная заработная плата работников системы образования в 2006 году составляла 6 807,3 рублей.

### Дошкольное образование
В городе существуют 18 детских садов, расположенных в разных районах города. По данным на 2006 год количество детей, посещающих детские сады — 3293.

### Общее среднее образование
В Бердске функционируют 13 средних школ, 3 лицея (№ 6; № 7; Экономический лицей), 1 частная школа «Экология и диалектика»
По данным на 2006 год количество обучающихся в общеобразовательных учреждениях детей и подростков — 8166.

### Дополнительное образование
Дополнительное образование в городе Бердске представлено рядом образовательных учреждений и коллективов:
- Шахматный детско-юношеский клуб физической подготовки «Маэстро»;
- «Станция юных натуралистов»;
- Городской Центр Детского Творчества;
- Детская юношеская спортивная школа «ДЮСШ»;
- Центр психолого-медико-социального сопровождения «ДАРС»;
- Детский оздоровительно-образовательный центр туризма «Юность»;
- Детская художественная школа «Весна»;
- Студия анимации «Дом»;
- Детская музыкальная школа имени Свиридова;
- Детская школа искусств;
- Детская школа искусств «Берегиня»;
- Школа иностранных языков «Терра Лингва»;
- Школа иностранных языков «Глобус»;
- Школа дизайна «Меланж»;
- Бердский молодёжный музыкальный театр «В Главных Ролях»;
- Образцовый коллектив литературная студия молодёжный пресс-центр «ПикНик»;
- Студия имиджа и стиля Анны Максимович;
- Хореографический ансамбль «Арабески»;
- Образцовый коллектив хореографический ансамбль «Забава»;
- Студия раннего развития «Гномик»;
- Образцовый коллектив хореографический ансамбль «Серпантин»;
- Образцовый коллектив хореографический ансамбль «Сувенир»;
- Образцовый коллектив студия популярной музыки «Конус»;
- Детская хоровая музыкальная школа;
- Образцовый коллектив цирковая студия «Эврика»;
- Образцовый коллектив хореографический ансамбль «Улыбка»;
- Образцовый коллектив театр-студия «Гистрион»;
- Образцовый коллектив Театр кукол;
- Хореографическая студия «Стрекоза»;
- Хореографические студии «Светлячки» и «Карусель»;
- Народный коллектив эстрадно-хореографический ансамбль «Экспромт»;
- Народный коллектив ансамбль народного танца «Обские зори»;
- Народный коллектив хореографический ансамбль «Талисман»;
- Народный коллектив театр «Лестница»;
- Вокальный ансамбль русской песни «Рябинушка»;
- Народный коллектив женский вокальный ансамбль «Россияночка»;
- Народный коллектив мужской вокальный ансамбль военно-патриотической песни «Факел»;
- Народный коллектив ансамбль народной песни «Русский клуб»;
- Фольклорный ансамбль «Смородина»;
- Мужской фольклорный ансамбль «Куржак»;
- Вокальный ансамбль «Мелодия»;
- Образцовый коллектив студия ДПИ «Лад»;
- Образцовый коллектив студия мультипликации «Арбуз»;
- Студия начального художественно-технического моделирования «Винни-Пух»;
- Кружок начального технического моделирования.

По данным на конец 2006 года дополнительным образованием в городе охвачено 6924 ребёнка.

### Начальное профессиональное образование
По данным на 2011 год в Бердске насчитывается два учреждения начального профессионального образования:
- Областное государственное образовательное учреждение начального профессионального образования профессиональный лицей № 38 — кадетский корпус им. Героя России Олега Куянова.
- Государственное образовательное учреждение начального профессионального образования профессиональное училище № 76.

Количество обучающихся студентов по данным на 2006 год — 1659.

### Среднее профессиональное образование
По данным на 2012 год в Бердске четыре учреждения среднего профессионального образования:
- Государственное бюджетное образовательное учреждение среднего профессионального образования Новосибирской области «Бердский электромеханический колледж» (ГБОУ СПО НСО БЭМК).
- Муниципальное образовательное учреждение среднего профессионального образования «Бердский медицинский колледж» (МОУ СПО БМК).
- Негосударственное образовательное учреждение среднего профессионального образования «Бердский техникум менеджмента и рынка».
- Государственное бюджетное образовательное учреждение среднего профессионального образования Новосибирской области «Бердский Политехнический колледж».

Количество обучающихся студентов по данным на 2006 год — 1521.

### Высшее образование
Высшее образование в городе представлено исключительно филиалами и представительствами высших учебных заведений:
- Бердское представительство Новосибирского государственного аграрного университета.

Количество обучающихся студентов на дневном отделении по данным на 2006 год — 569 человек.

## Наука
В Бердске функционирует Институт медицинской биотехнологии — филиал Государственного научного центра вирусологии и биотехнологии «Вектор». Институт занимается разработкой лекарственных средств, их доклиническими и клиническими испытаниями.

## Архитектура и достопримечательности

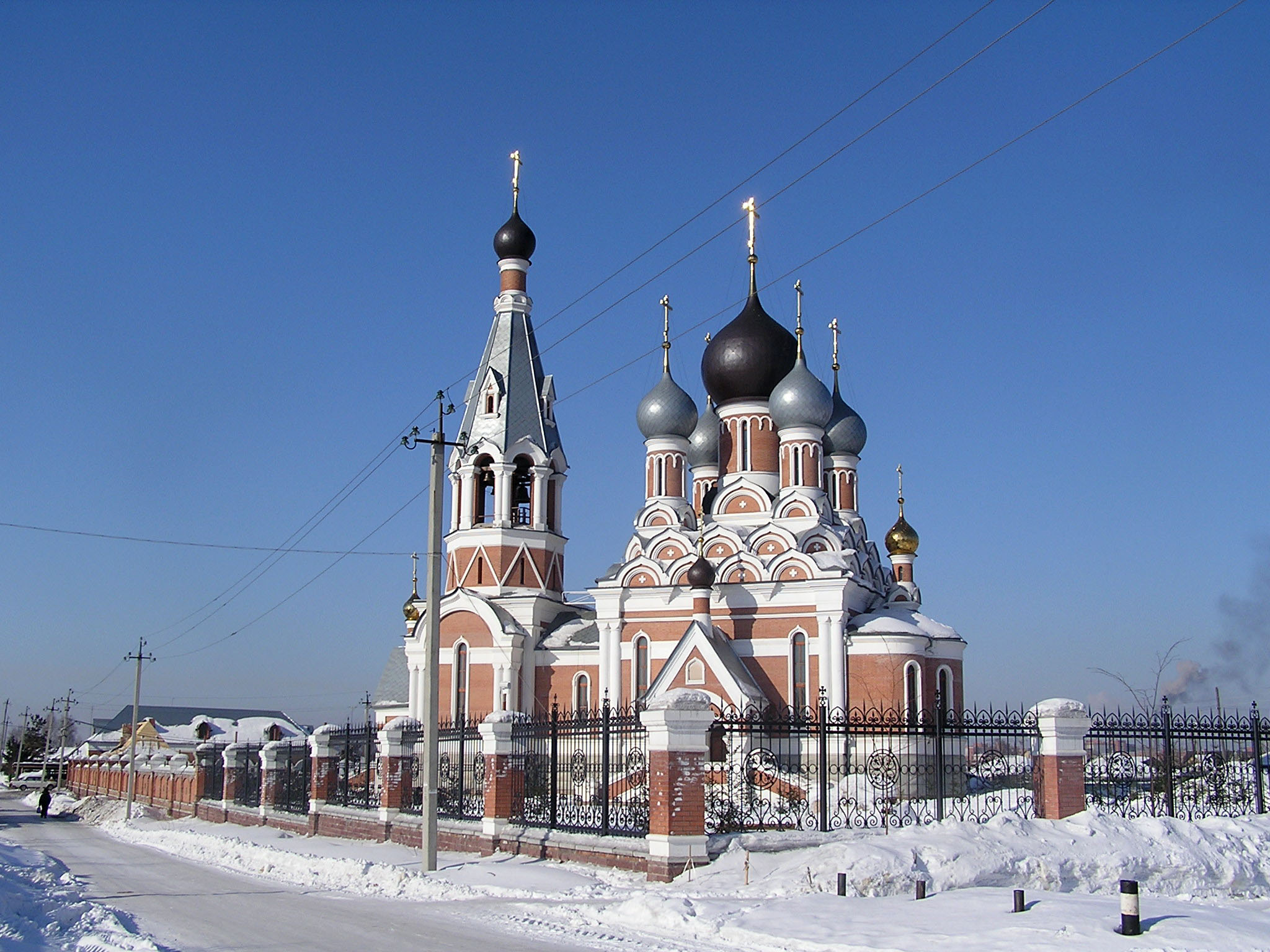
Преображенский собор в городе Бердске, воздвигнут в 2004

Водонапорная башня — памятник архитектуры начала XX века находится возле железнодорожной станции «Бердск». С 24 декабря 2014 года является объектом культурного наследия.
Около половины города состоит из муниципального жилья либо многоэтажных коммерческих новостроек, другая половина — жилой частный сектор, одноэтажные дома, в основном деревянные, без центрального отопления, горячей воды и канализации.

### Санатории, профилактории и пансионаты
- Пансионат «Лесная сказка» расположен на берегу Бердского залива.
- Санаторий «Парус» располагается на берегу Бердского залива.
- Санаторий «Рассвет» — одна из ведущих здравниц в Новосибирской области, расположен на окраине города на берегу реки, с одной стороны, на побережье Обского моря — с другой.
- Нейропедический санаторий «Ортос» расположен в сосновом бору на берегу Бердского залива.
- Санаторий «Сибиряк» — один из самых современных санаториев в Новосибирской области.

### SPA-отели и гостиницы
- Пансионат «Былина» — гостиничный комплекс, раскинувшийся в предместьях города Новосибирска, в сосновом бору на берегу Бердского залива.
- Санаторий «CRONA hotel&spa» — это уникальный санаторий, объединяющий опыт традиционной медицины и передовые технологии в области лечения различных заболеваний.
- Отель «Борвиха hotel&spa». Одна из лучших гостиниц Новосибирского региона. Отель выделяется высоким уровнем комфорта, удачным местом расположения и удобной системой бронирования.
- Курорт-отель «Сосновка» расположен в семи километрах от Новосибирского Академгородка, на берегу Бердского залива в сосновом бору.
- Спортивно-гостиничный комплекс «Кристалл». На базе комплекса 5 площадок для занятия более чем по 20 видам спорта.
- Ресторанно-гостиничный комплекс «Старая башня». Здесь готовились к Олимпиаде российские борцы по греко-римской борьбе, принесшие олимпийское золото на Олимпиаде в Пекине.
- Гостинично-ресторанный комплекс «Спорт» — гостиница рассчитана на 26 мест, номера класс «Люкс» и «Полулюкс», одноместные и двухместные.
- Комплекс «Новый». Стандарт отеля соответствует европейским четырём звездам.
- Гостиница «Постоялый двор» расположена на берегу Бердского залива в черте города. К услугам гостей 10 двух местных номером «Люкс», «Полу-люкс», и обычные номера. Работают ресторан и сауна.

### Базы и парки отдыха
- База отдыха «Голубое озеро» расположена в сосновом бору в 200 метрах от берега Обского моря.
- База отдыха «Бердская заимка» на берегу Обского моря.
- Парк семейного отдыха «Ремикс» — популярное место летнего отдыха.
- Парк отдыха «На камнях» — для тех, кто любит проводить уикенд на природе.
- Парк отдыха «Зелёный остров».
- Яхт-клуб «Royal Marine» расположен на левом берегу Бердского залива Обского водохранилища. На базе яхт-клуба действует детско-юношеская спортивная школа.

### Спортивные объекты
- Спорт комплекс «Remix». Главной идеей создателей клуба было разумное сочетание деловой жизни, активного семейного отдыха и физического совершенствования.
- Ледовый дворец спорта «Бердск» — современный Ледовый дворец спорта. В арену дворца одновременно может поместиться 900 человек, здесь же расположены учебно-тренировочные помещения, зал для занятий хореографией, тренажёрный зал, холл для отдыха зрителей.
- Спортивно-оздоровительный комплекс «Вега» предназначен для проведения соревнований по игровым видам спорта, единоборствам, художественной гимнастике, фехтованию, а также учебно-тренировочных сборов.
- Спортивно-гостиничный комплекс «Зима-лето» располагает хоккейной коробкой 26х56 метров и трибуной на 800 мест. 25-метровый бассейн оснащен 6 дорожками разной глубины для начинающих и профессиональных пловцов, саунами, раздевалками и душевыми.

Загородные лагеря
- Детский санаторно-оздоровительный лагерь круглогодичного действия «Юбилейный» уютно расположился в экологически чистой зоне на берегу Обского моря, на окраине города.
- Центр отдыха «Чудолесье» им. В. Дубинина расположен в живописном месте на берегу Бердского залива. Центр рассчитан на 288 человек.
- Палаточный лагерь «Юность» расположен недалеко от города, в сосновом бору, на берегу Обского водохранилища, вдали от промышленных объектов. На территории лагеря располагаются верёвочный парк «Таёжные ловушки», пейнтбол, туристический тренажёр «Скалодром», метательный тир, волейбольная площадка.
- Детский санаторно-оздоровительный лагерь круглогодичного действия «Тимуровец» предлагает эффективную систему комплексного детского отдыха, в рамках которой со дня основания лагеря отдохнули и оздоровились более 180000 детей из многих городов России.
- Детский оздоровительный лагерь «Лазурный» расположен в сосновом бору недалеко от Бердского залива, на территории санатория «Бердский». Принимает детей в возрасте от 6 до 16 лет в период летних каникул.
- Детский оздоровительный лагерь «Пионер» расположен на берегу Бердского залива Обского моря, со всех сторон окружен лесом и занимает площадь 5,2 гектара.
- Детский оздоровительно-образовательный центр им. О. Кошевого, расположен в сосновом бору на берегу Бердского залива.
- Детский оздоровительный лагерь Гренада находится в трех километрах от поселка Новый, на берегу Бердского залива.
- Детский оздоровительный лагерь «Красная Горка» расположен на высоком берегу Бердского залива, в самой высокой его точке и занимает площадь около 22 га. Девственный, почти не тронутый человеком лес, чистый воздух, солнце и вода создают идеальные условия для отдыха и укрепления здоровья.
- Детский оздоровительный лагерь имени адмирала Нахимова располагается на берегу Бердского залива в тени сибирского леса.

## Военная структура
В Бердске до расформирования в 2009 году базировалась 67-я отдельная бригада спецназа ГРУ ГШ Сибирского военного округа. На территории Бердска располагается военный аэродром.
С 29 июня 1993 года на аэродроме Бердск-Центральный находилась 9-я Отдельная Вертолётная Эскадрилья «войсковая часть 52550», выведенная из Ораниенбурга, ЗГВ. В 1997 году ОВЭ была расформирована, а техника и часть личного состава влились в 337-й ОВП.
24 мая 1994 года, согласно Директиве МО РФ, из города Мальвинкель, Германия, на аэродроме Бердск-Центральный перебазировался 337-й Отдельный Вертолётный Полк, который вошёл в состав Сибирского военного округа с присвоением условного наименования «войсковая часть 12212». После перебазирования командиром полка становится подполковник А. Чибесков. В составе полка числилось 2 вертолётных эскадрильи боевых вертолётов Ми-24, и одна вертолётная эскадрилья транспортных вертолётов Ми-8.
В 1996 году согласно Директиве ГК СВ от 15.01.1996 года на базе полка была сформирована эскадрилья под командованием подполковника А. А. Золотухина, которая 12 августа убыла в Грузию для выполнения миротворческих задач в составе 311 овэ. Итогом этой полугодовой командировки сибирских авиаторов стал приказ о поощрении личного состава эскадрильи, изданный командующим Группой российских войск в Закавказье.
Воины полка принимали и принимают участие в проведении контртеррористических операций в Чечне. За мужество и героизм орденом Мужества награждены 32 человека, среди них майоры В. Г. Шумский, О. П. Козинченко и С. В. Бирюков. Всего правительственными наградами награждено более 380 военнослужащих полка

Памятник погибшим на Актру 7 мая 2002 года

7 мая 2002 года на северном склоне ледника Ак-Тру в Горном Алтае во время попытки выполнить посадку на площадке, на высоте свыше 3,5 тыс. метров над уровнем моря, вертолёт Ми-8мт № 61 337 овп БиУ зацепил лопастями несущего винта скальный выступ, опрокинулся и скатился в пропасть с отвесной скалы высотой около 800 метров. Погибли заместитель командира полка подполковник Александр Бухаров, командир эскадрильи подполковник Сергей Ивашенков, бортовой техник майор Вячеслав Юрьев и восемь пассажиров. С формулировкой «За нарушения в организации полётов» с должности был снят командир полка полковник Александр Чибесков.
Согласно Директиве МО РФ от 29.11.2002 года полк переходит из подчинения Сухопутных Войск в подчинение 14 А ВВС и ПВО.
В 2005 году согласно ДГШ сокращена одна ВЭ на Ми-24. И до расформирования в составе полка числится: 1-я ВЭ на вертолётах Ми-24в/п/к и 2-я ВЭ на вертолётах Ми-8мт.
Находясь в Сибири, наряду с УТП, полк решает различные задачи. Это и перевозка руководящего состава, и выполнение срочных санитарных рейсов, и парашютное десантирование курсантов Новосибирского военного института и Бердской бригады спецназа, и обеспечение подготовки отряда космонавтов, и обеспечение ПСО полётов и перелётов ГА и запусков космических кораблей с перебазированием поисковых экипажей на аэродром «Горно-Алтайск».
Ежегодно личный состав полка привлекался к авиационной поддержке различных учений, на полигонах «Шилово» и «Юрга». Каждый год весной на реках Западной Сибири образовываются ледовые заторы. Нередко для их ликвидации привлекались экипажи 337 полка.
В связи с реформированием Вооружённых Сил в октябре 2009 года прошло «прощание» со знаменем 337 овп БиУ.
В Книгу Почёта части занесены имена девяти военнослужащих. Полковник Ю. М. Леус и подполковник О. А. Панюшкин удостоились этой высокой чести уже на сибирской земле.
1 декабря 2009 года 337 отдельный вертолётный полк был расформирован и вошёл в состав Авиационной базы, базирующейся в аэропорту Толмачёво города Новосибирска.

## Связь и СМИ
- Телевидение: Телекомпания «ТВК»[58], крупнейший медиа-холдинг в Новосибирской области.
- Газеты: «Свидетель», «Народ знает всё», «Бердские новости».
- Интернет-порталы: «Бердск-онлайн», «Свидетель», «Портал ЖКХ г. Бердска».
- В городе работают федеральная телекоммуникационная компания «Ростелеком», а также, междугородний оператор Дом.ru, региональные операторы «Сибирские Сети» и «Новотелеком», городской оператор ООО НПП «Сатурн телеком», предоставляющие услуги проводной телефонной связи, доступа к сети Интернет и цифрового телевидения.

Кроме того, в городе действуют детско-юношеская газета «ПикНик» (Литературная студия молодёжного пресс-центра «ПикНик») и молодёжная газета «Импульс» (Медиацентр МБУ «ОДМ»).

## Культура
В Бердске функционируют 2 больших культурных центра: Дом культуры в центральном районе и Дворец Культуры «Родина» на Микрорайоне; централизованная библиотечная система, включающая в себя центральную взрослую и центральную детскую библиотеки и пять библиотек-филиалов, историко-культурный музей, парк культуры и отдыха, яхт-клуб.
Ранее в Бердске было 3 кинотеатра, в настоящее время остался только один — «Орион», оснащённый современным оборудованием для показа фильмов. Второй кинотеатр «Экран», оснащённый мягкими удобными креслами и показывавший на своих экранах фильмы и мультфильмы отечественного производства, после пожара был преобразован в супермаркет. Детский кинотеатр «Салют» был снесён.

## Спорт
В городе расположены спортивные сооружения — 3 стадиона («Авангард», «Вега» и «Восток»), 2 спортивных комплекса («Зима-Лето», «Кристалл»), ледовый дворец спорта «Бердск». В городе базируется молодёжная хоккейная команда «Кристалл», ранее выступавшая в Чемпионате МХЛ, регби-клуб «Дружина», участвующий в Чемпионате России по регби-7, 2 яхт-клуба «Ройал марин» (на левом берегу Берди) и «Аквалэнд» — крупнейший и лучший яхт-клуб на Оби (правый берег Берди).
С 1994 года в Бердске проходит Международный шахматный фестиваль «Маэстро».

## Туризм и отдых

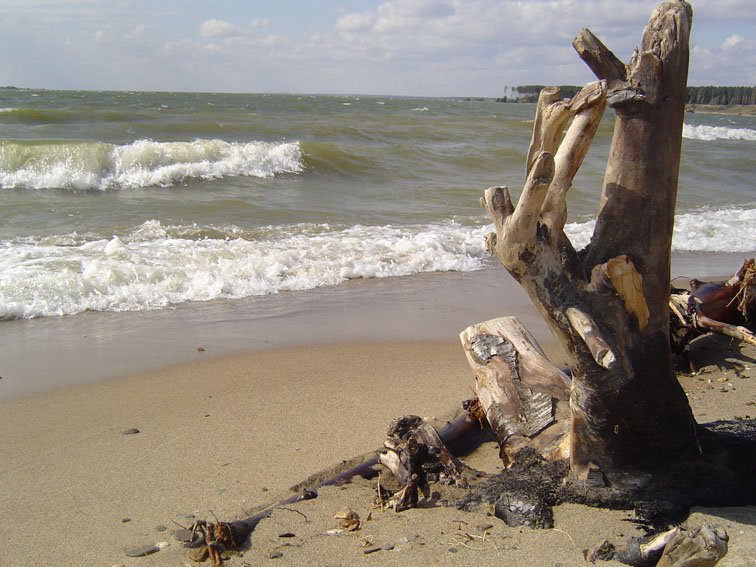
Вид на Новосибирское водохранилище

Благодаря близости Новосибирского водохранилища, отдалённости от промышленных районов Новосибирска и быстрому доступу, Бердск является удобным местом для отдыха. Здесь находятся несколько санаториев и домов отдыха. Строятся дома повышенной комфортности. Зимой в лесу прокладывается лыжня для занятия на беговых лыжах.

## Международные связи, города-побратимы, Бердск в названиях улиц других городов
Бердск является побратимом города Белого Тверской области, членом Ассоциации сибирских и дальневосточных городов.
В городе Томске есть улица Бердская. В Новосибирске есть Бердское шоссе, Бердский переулок и Бердский тупик. Также улица Бердская есть в самом Бердске и в соседнем г. Искитиме.
30 декабря 2011 года между администрацией города Бердска и правительством китайского городского уезда Фукан (Синьцзян-Уйгурский автономный район) заключён меморандум о взаимопонимании и сотрудничестве. Подобный опыт международных партнёрских взаимоотношений для Бердска является первым.